# Tullgrenella corrugata
Tullgrenella corrugata là một loài nhện trong họ Salticidae.
Loài này thuộc chi Tullgrenella. Tullgrenella corrugata được María Elena Galiano miêu tả năm 1981.